# Kin Sugai
Kin Sugai (菅井きん Sugai Kin?, n. 28 februarie 1926, Tokyo City⁠(d), prefectura Tokyo⁠(d), Japonia – d. 10 august 2018, Tokyo⁠(d), Tōkyō, Japonia) a fost o actriță japoneză. Ea este menționată în Cartea Recordurilor Guinness drept cea mai bătrână actriță care a avut un rol principal într-un film de cinema.

## Biografie
Kin Sugai, al cărei nume real este Kimiko Satō, și-a început cariera de actriță în teatru. În 1946 a fost angajată la Tokyo Metropolitan Art Space (東京芸術劇場 Tōkyō Geijutsu Gekijō?) și apoi, mai târziu, la Teatrul Gekidan Haiyūza din Tokyo.
A jucat numeroase roluri secundare în cinematografie și televiziune, atât în filme istorice, cât și în filme cu subiecte contemporane. A fost distribuită în cinci filme ale cineastului Akira Kurosawa, începând cu Ikiru (1952) și terminând cu Dodes'ka-den (1970).
Sugai este faimoasă pentru interpretarea personajului Sen Nakamura în seria jidaigeki de televiziune Hissatsu. Ea a câștigat premiul Hochi pentru cea mai bună actriță în rol secundar pentru interpretarea ei din filmul The Funeral (1984).
Kin Sugai a apărut în aproape 100 de filme de cinema între 1952 și 2010, iar Cartea Recordurilor Guinness o menționează ca cea mai bătrână actriță care a avut un rol principal într-un film de cinema pentru interpretarea ei în filmul Ma grand-mère (ぼくのおばあちゃん Boku no obāchan?), regizat de Hideo Sakaki la vârsta de 82 de ani.
A fost căsătorită cu producătorul japonez Masayuki Satō (1918-1996).
Kin Sugai a murit la 10 august 2018 în urma unui atac de cord în casa sa din Tokyo.

## Filmografie selectivă

### Filme de cinema
- 1952: Ikiru (赤ひげ Ikiru?), regizat de Akira Kurosawa - gospodină[8]
- 1954: Godzilla (ゴジラ Gojira?), regizat de Ishirō Honda - Ozawa
- 1958: Désirs volés (盗まれた欲情 Nusumareta yokujo?), regizat de Shōhei Imamura - Osen Yamamura
- 1961: Cochons et Cuirassés (豚と軍艦 Buta to gunkan?), regizat de Shōhei Imamura - mama lui Haruko
- 1961: La Nuit des femmes (女ばかりの夜 Onna bakari no yoru?), regizat de Kinuyo Tanaka - contramaistru de la uzina Murata
- 1963: L'Histoire de la femme (女の歴史 Onna no rekishi?), regizat de Mikio Naruse - Tsune Masuda
- 1963: Entre le ciel et l'enfer (天国と地獄 Tengoku to jigoku?), regizat de Akira Kurosawa - femeia dependentă de droguri[9]
- 1964: Kwaïdan (怪談 Kaidan?), regizat de Masaki Kobayashi - săteancă
- 1965: Barbă Roșie (赤ひげ Akahige?), regizat de Akira Kurosawa - mama lui Chobo[10]
- 1970: Dodes'ka-den (どですかでん Dodesukaden?), regizat de Akira Kurosawa - Onuki, mama lui Roku-chan[11]
- 1970: La Vie éphémère (無常 Mujō?), regizat de Akio Jissōji - călugăriță
- 1979: Gassan (月山?), regizat de Tetsutaro Murano - Kane
- 1981: L'Affaire Shimoyama (日本の熱い日々 謀殺・下山事件 Nihon no atsui hibi bōsatsu: Shimoyama jiken?), regizat de Kei Kumai - Fusa
- 1984: The Funeral (お葬式 Osōshiki?), regizat de Jūzō Itami
- 1984: Hissatsu ! (必殺 !?), regizat de Masahisa Sadanaga
- 1987: Hachikō Monogatari (ハチ公物語 Hachikō Monogatari?), regizat de Seijirō Kōyama
- 1995: Le Fleuve profond (深い河 Fukai kawa?), regizat de Kei Kumai - soția lui Tsukada[12]
- 2008: Ma grand-mère (ぼくのおばあちゃん Boku no obāchan?), regizat de Hideo Sakaki - Misao Murata
- 2010: Voyage avec Haru (春との旅 Haru tono tabi?), regizat de Masahiro Kobayashi - Keiko Kanemoto

### Seriale de televiziune
- Seria Hissatsu
  - Hissatsu Shiokinin (1973) - Sen Nakamura
  - Kurayami Shitomenin (1974) - Sen Nakamura
  - Hissatsu Shiokiya Kagyō (1975–1976) - Sen Nakamura
  - Shin Hissatsu Shiokinin (1977) - Sen Nakamura
  - Edo Professional Hissatsu Shōbainin (1978) - Sen Nakamura
  - Hissatsu Shigotonin (1979–1981) - Sen Nakamura
  - Shin Hissatsu Shigotonin (1981–1982) - Sen Nakamura
  - Hissatsu Shigotonin III (1982–1983) - Sen Nakamura
  - Hissatsu Shigotonin V Gekitouhen (1985–1986) - Sen Nakamura
  - Hissatsu Shigotonin V Senpuhen (1986–1987) - Sen Nakamura
  - Hissatsu Shigotonin V Fuunryūkohen (1987) - Sen Nakamura
  - Hissatsu Shigotonin Gekitotsu (1991–1992) - Sen Nakamura
- Taiyo ni Hoero! (1973–74)
- The Water Margin (1973)
- Kōmyō ga Tsuji (2006)

## Premii și distincții
- 1984: Premiul Hōchi pentru cea mai bună actriță în rol secundar pentru interpretarea ei în filmul The Funeral
- 1985: Premiul Academiei Japoneze de Teatru și Film pentru cea mai bună actriță în rol secundar pentru interpretările ei în The Funeral and Hissatsu!
- 1985: Premiul pentru cea mai bună actriță în rol secundar la Festivalul de Film de la Yokohama pentru interpretarea ei în The Funeral
- 1990: Medalia cu panglică violetă[13]
- Medalia de Onoare cu panglică purpurie (1990)
- 1996: Ordinul Coroanei Prețioase - clasa a IV-a (1996)

## Legături externe
- Kin Sugai la Internet Movie Database